# James Thomas (cestista)
James Dilliard Thomas jr. (Schenectady, 22 novembre 1980) è un ex cestista e allenatore di pallacanestro statunitense, professionista nella NBA, in Europa e in Sudamerica.
Giocava nel ruolo di centro, nonostante la statura inferiore rispetto ai suoi pari ruolo si distingueva per la grandissima abilità di catturare rimbalzi.

## Carriera
Frequenta la University of Texas at Austin per quattro anni collezionando 1.077 rimbalzi (record di sempre per il college) e 1.149 punti. Diventa il secondo atleta nella storia di Texas University a collezionare oltre mille punti e mille rimbalzi.
Nonostante le buone prestazioni del college la carriera NBA di Thomas è abbastanza deludente; in due anni cambia quattro squadre (Portland Trail Blazers, Atlanta Hawks, Philadelphia 76ers e Chicago Bulls) collezionando in totale 33 presenze e una media di 1,6 punti e 2,3 rimbalzi a partita.
Nell'estate decide di lasciare la NBA per trasferirsi in Europa dove gioca nelle file della Fortitudo Bologna. Nonostante la sfortunatissima annata della squadra bolognese James Thomas risulta senza dubbio il migliore dei suoi; in campionato colleziona 27 presenze e una media di 12,4 punti e 11,4 rimbalzi a partita, mentre in Eurolega gioca 13 partite con una media di 10,5 punti e 9,8 rimbalzi a partita.
Al termine della stagione 2006-07 risulta il miglior giocatore della Lega Basket Serie A per valutazione (21,07), valutazione al minuto (0,718) e miglior rimbalzista (11,4) sia difensivo (7,63) che offensivo (3,81). Viene inoltre nominato MVP della dodicesima giornata di regular season di Eurolega.
Con la maglia della Fortitudo gioca con molta intensità e determinazione, anche in condizioni fisiche pessime (contro l'Efes Pilsen scende in campo con una costola rotta realizzando 8 punti con 7 rimbalzi in 23 minuti), diventando subito un beniamino del pubblico.
Al termine della stagione rinnova il contratto con la squadra bolognese, nonostante abbia ricevuto importanti offerte dalla Lottomatica Roma e dalla Virtus Bologna.
Nell'estate 2007 viene invitato a partecipare alla NBA Summer League di Las Vegas con i Milwaukee Bucks (3 partite con 1,3 punti e 6 rimbalzi di media a partita).
La stagione 2007-08 non è però altrettanto fortunata e al termine viene ceduto in prestito alla squadra turca dell'Erdemirspor.
Il 3 agosto 2012 firma per il Maccabi Haifa.

## Palmarès

### Squadra
- Campionato israeliano: 1

Maccabi Haifa: 2012-13

### Individuale
- NBA Development League Rookie of the Year Award (2005)
- All-NBDL Second Team (2005)
- Miglior rimbalzista NBDL (2005)
- CBA Newcomer of the Year (2006)
- All-CBA First Team (2006)
- CBA All-Defensive First Team (2006)